# Nola laticincta
Nola laticincta är en fjärilsart som beskrevs av George Francis Hampson 1896. Nola laticincta ingår i släktet Nola och familjen trågspinnare. Inga underarter finns listade i Catalogue of Life.